# Dom letniskowy Teodora Steigerta w Łodzi
Dom letniskowy Teodora Steigerta – drewniana willa letniskowa, wybudowana w stylu szwajcarskim około 1900 r. dla Teodora Steigerta, położona przy ul. Popioły 49/51 w Łodzi. Obiekt jest wpisany do rejestru zabytków.

## Historia
Lasy Rudy Pabianickiej pod koniec XIX w. były własnością warszawskiego Domu Handlowego S. Natanson i Synowie. Właściciele dokonali parcelacji terenu i rozpoczęli ich sprzedaż. Głównymi nabywcami działek byli fabrykanci żydowskiego i niemieckiego pochodzenia. Wśród ich był Teodor Steigert, który zakupił teren przy ul. Popioły 49/51 (dawn. ul. Żeromskiego). Około 1900 r. wybudował na niej dom letniskowy. Obiekt był wynajmowany letnikom, na co wskazuje jego budowa – klatka schodowa i korytarz, wraz z licznymi pokojami. W 1914 r. właściciel budynku zmarł, a obiekt odziedziczyli jego spadkobiercy, którzy byli w posiadaniu budynku do 1945 r. Po II wojnie światowej budynek zaadaptowano na XXIII gimnazjum, które funkcjonowało tu do 1947 r., a następnie w budynku znalazło się liceum, które w 1951 r. przeniesiono na ul. Rudzką. Wtedy budynek zajął dom dziecka, a następnie przearanżowano go na funkcje mieszkalne. W latach 60 XX w. w budynku znajdowało się 30 mieszkań. 11 listopada 1969 r. w domu na poddaszu wybuchł pożar, w trakcie którego nikt nie zginął. Po pożarze obiekt częściowo wyremontowano. W budynku znajdują się mieszkania komunalne. Obiekt nie został podłączony do wodociągu, kanalizacji oraz gazu. Mieszkańcy korzystają z ulicznego hydrantu oraz toalety na podwórzu, gaz zaś pobierają z butli. Nieuregulowany stan prawny nieruchomości skutkuje brakiem inwestycji w obiekt oraz pogarszającym się stanem technicznym.

## Architektura
Budynek jest reprezentantem architektury w stylu szwajcarskim, nawiązującym do architektury z alpejskich kurortów, ma bogatą snycerkę. Jest wykonany z drewna na podmurówce, ma balkony, ganki, galerie i werandy wraz ze zdobionymi balustradami, słupami i fryzami. Ponadto zachowały się drewniane skrzynki nad oknami, umożliwiające schowanie żaluzji. Jest jednym z 2 tego typu budynków, które w przetrwały w Łodzi – drugim z nich jest willa Ludwika Meyera. Budynek jest w złym stanie technicznym. Weranda podparta jest metalowymi blokami, część okien jest zabita dyktą, natomiast balkony w związku z groźbą zawalenia, nie są przeznaczone do użytkowania.